# Паган, Блез Франсуа
Паган Блез Франсуа, граф де Мервейль (фр. Blaise François Pagan, comte de Merveilles; 1604, Авиньон — 1665) — знаменитый французский военный инженер. На службу поступил 12 лет и с 1620 года участвовал в 20 осадах, в том числе Сен-Жан-д’Анжели, Клерана, Монтобана, Нанси и другие. При взятии Монтобана он лишился глаза. В 1642 году, 38 лет, Паган совсем ослеп и отдался изучению фортификации и математики. 
В 1645 году он выпустил сочинение «Traité des fortifications», в котором предлагает свою бастионную систему: О значении предложений Пагана для развития фортификации описано (Ц. Кюи, Краткий исторический очерк долговременной фортификации, 1897).